# Baron Seymour of Trowbridge

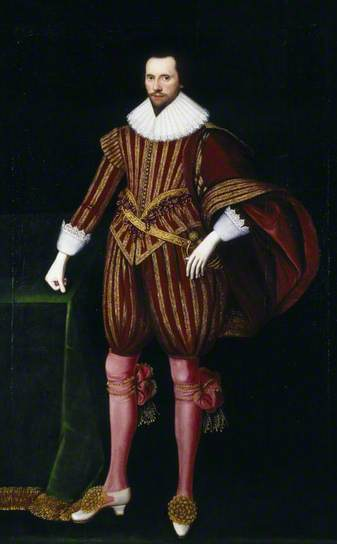
Francis Seymour, 1. Baron Seymour of Trowbridge

Baron Seymour of Trowbridge war ein erblicher britischer Adelstitel in der Peerage of England.
Die territoriale Widmung des Titels bezieht sich auf die Stadt Trowbridge in Wiltshire.

## Verleihung
Der Titel wurde am 19. Februar 1641 durch Letters Patent von König Karl I. für Francis Seymour geschaffen. Er stammte aus der Adelsfamilie Seymour und war ein jüngerer Sohn des Edward Seymour, Lord Beauchamp und Urenkel des 1. Duke of Somerset.
Der 3. Baron erbte am 29. April 1675 von seinem Onkel zweiten Grades auch den Titel 5. Duke of Somerset, sowie die nachgeordneten Titel 5. Earl of Hertford, 5. Baron Seymour und 5. Baron Beauchamp.
Am 7. Februar 1750, beim Tod seines Neffen, des 7. Dukes, erloschen die Baronien Seymour of Trowbridge und Beauchamp, sowie das Earldom Hertford.

## Liste der Barone Seymour of Trowbridge (1641)
- Francis Seymour, 1. Baron Seymour of Trowbridge (um 1590–1664)
- Charles Seymour, 2. Baron Seymour of Trowbridge (um 1621–1665)
- Francis Seymour, 5. Duke of Somerset, 3. Baron Seymour of Trowbridge (1658–1678)
- Charles Seymour, 6. Duke of Somerset, 4. Baron Seymour of Trowbridge (1662–1748)
- Algernon Seymour, 7. Duke of Somerset, 5. Baron Seymour of Trowbridge (1684–1750)